# Боб Гейс
Роберт Лі Гейс (англ. Robert Lee Hayes; нар. 20 грудня 1942 — пом. 18 вересня 2002) — американський легкоатлет, який спеціалізувався в бігу на короткі дистанції, а після завершення легкоатлетичної кар'єри професійно грав у американський футбол.

## Досягнення
Олімпійський чемпіон-1964 з бігу на 100 метрів та в естафеті 4×100 метрів.
Екс-рекордсмен світу з бігу на 100 ярдів, 100 метрів та в естафеті 4×100 метрів.
Після олімпійських перемог у Токіо, завершив виступи у легкій атлетиці. Упродовж 1965—1975 грав в американський футбол у Національній футбольній лізі, вигравав Супербоул.

## Основні міжнародні виступи
| Рік  | Змагання         | Місто   | Місце | Дисципліна | Примітки         |
| ---- | ---------------- | ------- | ----- | ---------- | ---------------- |
| 1964 | Олімпійські ігри | Токіо   | 1     | 100 м      | Відео на YouTube |
| 1964 | 1                | 4×100 м |       |            |                  |